# Stenochironomus pustulatus
Stenochironomus pustulatus är en tvåvingeart som beskrevs av Freeman 1955. Stenochironomus pustulatus ingår i släktet Stenochironomus och familjen fjädermyggor. Inga underarter finns listade i Catalogue of Life.